# Visitantinnen-Kirche (Krakau)
Die Visitantinnen-Kirche (polnisch Kościół Wizytek oder auch Franz-von-Sales-Kirche (poln. Kościół św. Franciszka Salezego)) in Krakau ist eine römisch-katholische Barockkirche an der ul. Krowoderska 16 im Stadtteil Kleparz am Bischofs-Platz nördlich der Krakauer Altstadt.

## Geschichte
Die Visitantinnen kamen 1681 nach Krakau und gründeten ihr Kloster nördlich der Altstadt vor den Toren der damals eigenständigen Stadt Kleparz (auch Florenzja genannt). Mit dem Bau der Kirche wurde 1692 begonnen und die Kirche wurde 1695 vollendet. Architekt war der Italiener Giovanni Solari. Tomasz Pryliński hat die Kirche in den Jahren von 1875 bis 1876 erneuert. Mit der Kirche verbunden waren unter anderem der Kardinal und Primas August Hlond und der Pfarrer Mieczysław Maliński. Das Herz des Woiwoden von Großpolen und Gönner des Ordens Stanisław Małachowski ist in der Kirche bestattet.

## Literatur

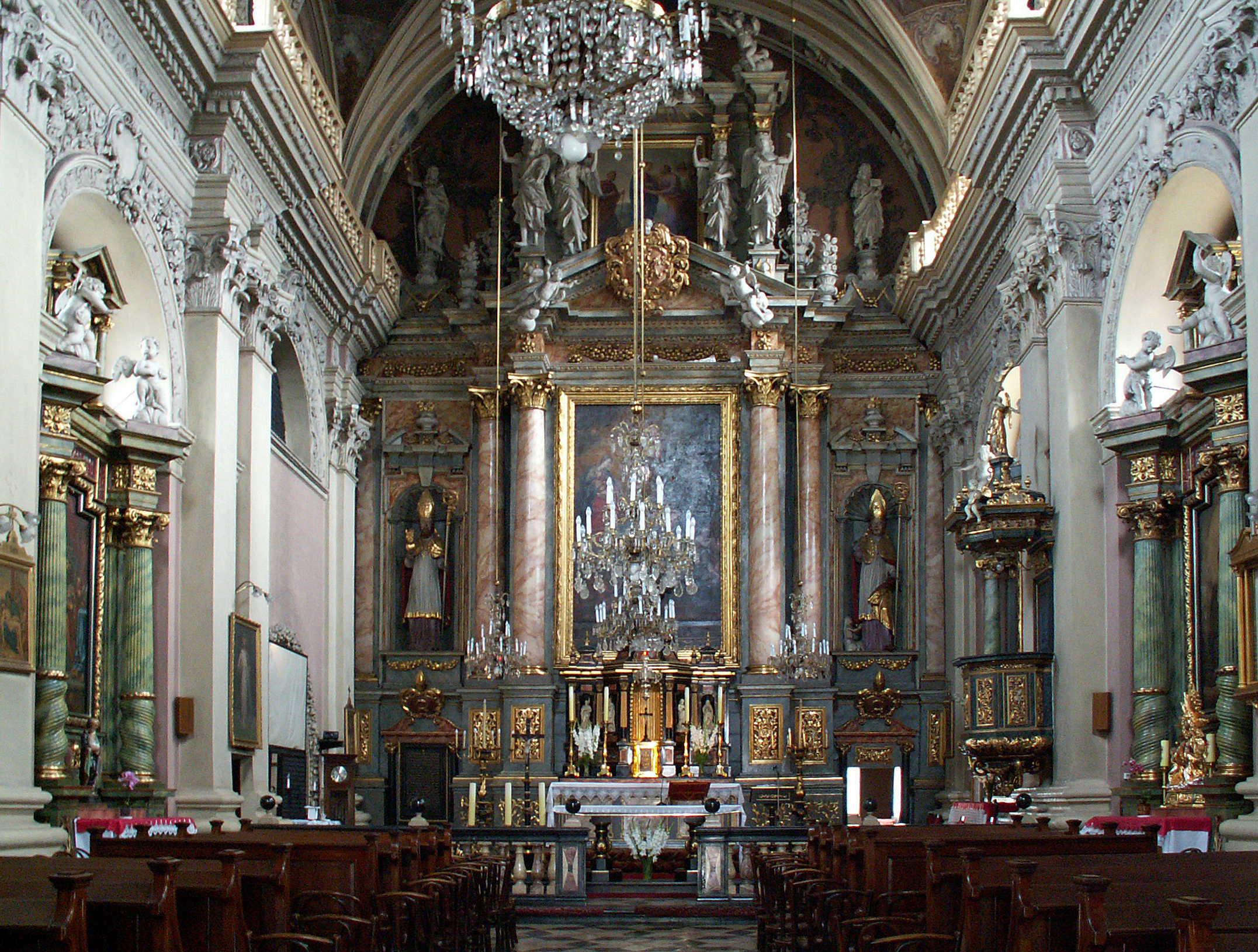
Innenraum der Visitantinnen-Kirche